# Frontière entre la Cisjordanie et la Jordanie
La frontière entre la Cisjordanie et la Jordanie est la frontière séparant la Cisjordanie, territoire palestinien, de la Jordanie, État du Moyen-Orient. De fait de la situation diplomatique complexe entre la Cisjordanie, la Jordanie et Israël tout proche, cette frontière est fortement contrôlée. Elle s'appuie intégralement sur des éléments naturels : le Jourdain au nord et la mer Morte au sud.